# Senyal d'ajuda
1. Palmell a càmera i plegar polze
2. Atrapar polze

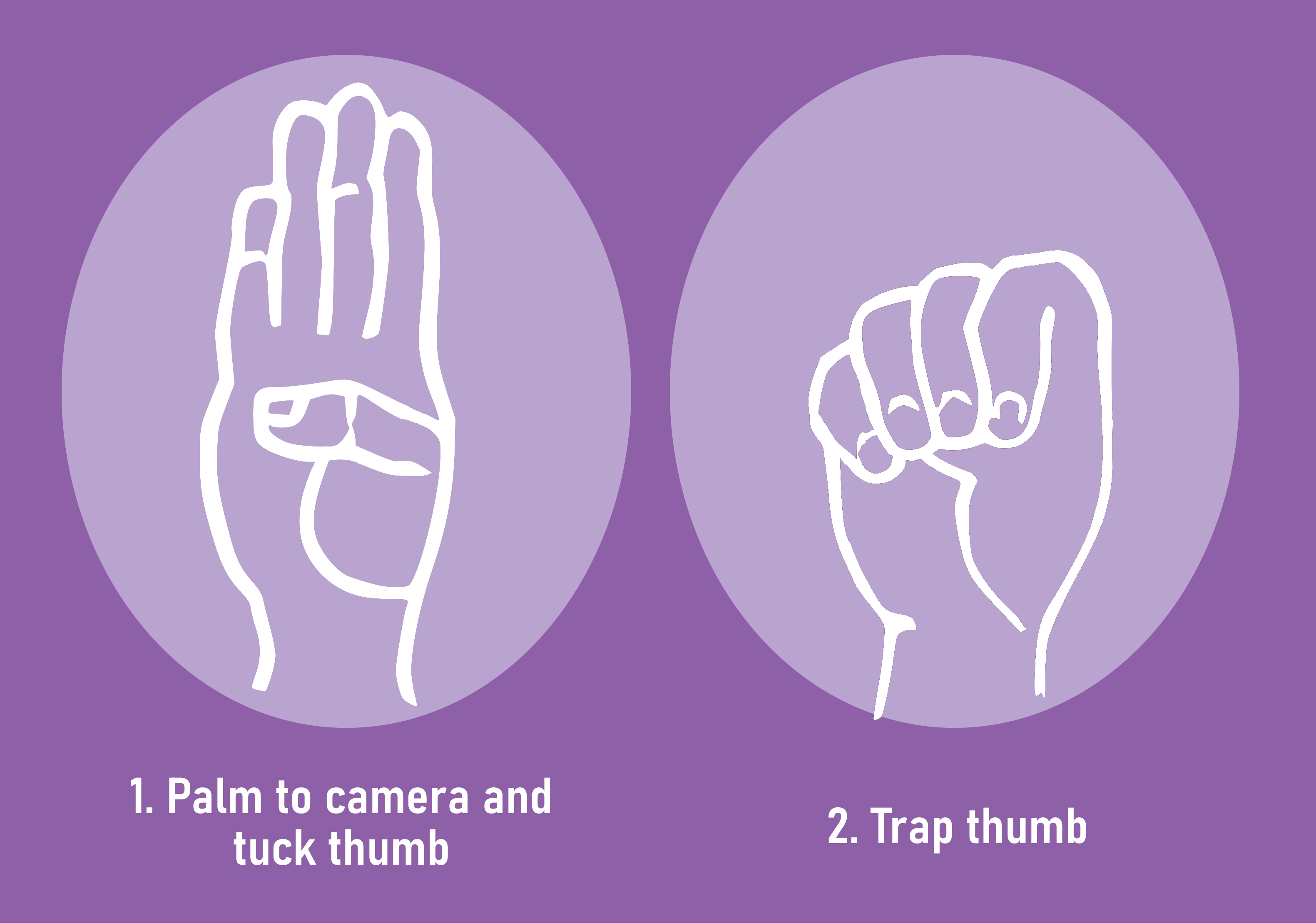
Instruccions pel Senyal d'ajuda

El senyal d'ajuda (per violència domèstica) és un gest de socors realitzat amb una sola mà que pot ser utilitzat per una persona per a alertar altres quan se senten amenaçades i necessiten ajuda a través d'una videotrucada o en persona. Originalment va ser creat com una eina per a combatre l'augment de casos de violència domèstica a tot el món a causa de les mesures de confinament relacionades amb la pandèmia de la COVID-19.
El senyal es fa aixecant la mà amb el polze doblegat dins del palmell, simbòlicament atrapant el polze amb els altres dits. Va ser intencionalment dissenyat com un moviment continu de la mà en comptes d'un senyal estàtic per a fer-lo més visible.
El Senyal d'ajuda va ser introduït per primera vegada al Canadà per la Fundació Canadenca de la Dona el 14 d'abril de 2020, i el 28 d'abril de 2020 als Estats Units d'Amèrica per la Xarxa de Financiació de Dones (WFN). Va ser rebut amb extensos elogis per part d'organitzacions periodístiques locals, nacionals i internacionals per oferir una solució moderna al problema de l'augment en casos de violència domèstica.
El senyal ha estat reconegut per més de 40 organitzacions del Canadà i els Estats Units com una eina útil per a ajudar a combatre la violència domèstica.
Abordant la preocupació que els abusadors podrien conèixer l'existència d'una iniciativa en línia tan estesa, la Fundació Canadenca de la Dona i altres organitzacions van clarificar que aquest senyal no és "quelcom que salvarà el dia", més aviat una eina que algú pot utilitzar per demanar ajuda.
També es van crear instruccions sobre què fer en cas que un individu vegi el senyal i com contactar de manera segura.